# Tuberolabium woodii
Tuberolabium woodii är en orkidéart som beskrevs av Choltco. Tuberolabium woodii ingår i släktet Tuberolabium och familjen orkidéer.
Artens utbredningsområde är Filippinerna. Inga underarter finns listade i Catalogue of Life.